# Dolok Mainu
Dolok Mainu is een bestuurslaag in het regentschap Simalungun van de provincie Noord-Sumatra, Indonesië. Dolok Mainu telt 2222 inwoners (volkstelling 2010).